# ザ☆ドラえもんズ 怪盗ドラパン謎の挑戦状!
『ザ☆ドラえもんズ 怪盗ドラパン謎の挑戦状！』（ザ・ドラえもんズ かいとうドラパンなぞのちょうせんじょう！）は、1997年3月8日に『ドラえもん のび太のねじ巻き都市冒険記』と同時に公開された日本のアニメ映画である。
ザ・ドラえもんズ映画の第2作。

## 概要
この話はザ・ドラえもんズの中ではドラメッドIII世とドラリーニョの二人のコンビでストーリーが進む。超強力電磁波が流れており、ドラえもんズの小道具はほとんどが無力化されたのが本作の舞台である。
田中道明による漫画が単行本化されている。三谷幸広による漫画もあるが、こちらは単行本化されておらずストーリーもカットされているものが多い。

## あらすじ
ロボット学校の寺尾台校長から「新しい研究所が怪盗ドラパンに狙われているので守って欲しい」との要請を受け、集められたザ・ドラえもんズ。しかし、それは怪盗ドラパンの罠であった。
ドラパンを攻撃しようとして親友テレカを出したドラえもんズ達はドラパンのキンキンステッキにより黄金の像とされてしまう。
運良く間違ったカードを出した為、難を逃れ、元に戻されたドラメッドIII世とドラリーニョは、他の仲間を救うため、ドラパンに立ち向かうがドラメッドIII世とドラリーニョはそこでドラパンや今回の事件の真実を知るのであった。

## 登場人物

### 主役
ドラメッドIII世
声 - 佐藤正治
タロット占いが趣味で、水が苦手（苦手な理由がカナヅチであることが判明したのが本作である）だが、仲間のためなら苦手な水中に飛び込むなど勇敢に立ち向かう所がある。後に真相を知り、ドラパンと和解した。最初に親友テレカを出した時は親友テレカではなく「魔術師」のタロットカードを誤って出して難を逃れ、ドラリーニョとともに暗い鏡張りの塔に閉じ込められる。後半の合体シーンでは「大」の字左はらいの上半分。
ドラリーニョ
声 - 鈴木みえ
天然で物忘れが激しいが、真相を知り、ミミミの言葉を信じる為にわざと親友テレカを出す等、機転を利かせた行動に出る事もある。最初に親友テレカを出した時は親友テレカではなくサッカーの審判に用いるイエローカードを誤って出して難を逃れ、ドラメッドIII世とともに鏡張りの塔に閉じ込められる。後半の合体シーンのポジションは「大」の字右はらいの上半分。

### ゲストキャラクター
ドラパン
声 - 神谷明（寺尾台校長変装時：永井一郎）
フランスで指名手配中の大泥棒で、普段は仮面で顔を隠している。仮面は序盤で親友テレカの風圧で飛び、以降は素顔となる。変装を得意としており、ヒゲは自分の分身になる。暗所恐怖症だが、本作での暗い部屋でドラメッドに変装していても問題無く、あまりそのシーンがない。実は義賊の怪盗で弱いものの味方。寺尾台校長に変装してパリの上空にあるという新しい研究所を狙われてドラえもんズに助けを求めたふりをしていた。カマンベールチーズ入りのどら焼きを好む。後半の合体シーンのポジションは「大」の字の一番上。電磁波を防ぐ帽子役も兼ねている。
ミミミ
声 - 佐久間レイ
アチモフに誘拐されたドラパンの親友の少女。金髪にピンクの大きなリボンを付けていて、ピンクを基調としたドレスを着ている。ドラパンを利用しようとするアチモフに首輪をつけられ、人質とされている。
ドラリーニョと心を通わせ、ドラパンとドラえもんズの架け橋的な役割を果たす。
また、別冊コロコロコミックに連載されていた田中道明による漫画版の前編では「ミキ」という全くの別キャラになっていた。他にも赤毛や水色のドレスなど様々な没デザインがあった模様。
Dr.アチモフ
声 - 銀河万丈
本作の悪役で、世界征服を企む悪の科学者。語尾に「〜っしょ」とつける口癖がある。20数年かけて開発した「アチモフマシン」と遠い所でも会話できる親友テレカを悪用し、世界中のロボットを操って利用しようとした。奥歯の義歯に仕込んだスイッチでミミミの首輪を締め付け、彼女の命を盾にドラパンに言うことを聞かせていた。後に義歯はドラパンの機転で破壊され、最後は親友テレカでマシンも失い宇宙船で逃走したが、フランスで同国のタイムパトロール隊に逮捕された。

### その他のドラえもんズ
ドラえもん
声 - 大山のぶ代
ドラえもんズのリーダー。一生懸命な姿勢と面倒見の良さで6人からは慕われている。後半の合体シーンのポジションは「大」左はらいの下半分。アチモフの攻撃によって、LLサイズの通り抜けフープを使用した。リーダーのため何かとメンバーから甘えられており、アチモフを退治した後宇宙空間からどこでもドアを通じて故郷に戻る時、彼がどこでもドアを出したものの、戻ってくる時に王ドラ以外の全員に踏まれてしまうなどと、今回は地味に損な役回りをしている。
ドラ・ザ・キッド
声 - 難波圭一
高所恐怖症だが、今作では高所にいる事に気づかなかったのか平気だった。後半の合体シーンのポジションは「大」の字の横棒の左側。
エル・マタドーラ
声 - 中尾隆聖
怪力とヒラリマントを活かした戦法が得意である。合体した時アチモフからのドリル攻撃をかわした。後半の合体シーンのポジションは「大」の字の3本の棒が交わるところ。
1996年末のTVスペシャルに引き続き、声優が前作『ドラミ&ドラえもんズ ロボット学校七不思議!?』の津久井教生から中尾に変更となっている。
王ドラ
声 - 林原めぐみ
カンフーの達人。ドラえもんズの知恵袋である。初心な性格で女の子が苦手だが、ミミミのことに気づいていなかったのか当時は女の子に弱い設定がなかったのか照れる描写はまだなかった。後半の合体シーンのポジションは「大」の字横棒の右側。合体してアチモフと戦ったときは巨大なヌンチャクを使用した。
ドラニコフ
声 - 桜井敏治
丸い玉に入った唐辛子による火炎攻撃を繰り出した。後半の合体シーンのポジションは「大」の字右はらいの下半分。

### その他のキャラクター
ミニドラ
ドラリーニョの頼れる相棒たち。本作の終盤でアチモフに奪われた親友テレカを取り戻した。ドラリーニョのミニドラは普通のミニドラと異なり耳があり、ひげがない。
エド
前作にも登場したキッドの相棒の馬型ロボット。ドラパンのキンキンステッキによってドラえもんズ共々キンキンにされてしまう。漫画版では台詞があるが、映画版ではカットされている。
ドラミ
カメオ出演。ドラえもんがどこでもドアで広場に来た際にドラえもんの後ろで休憩していた。

## スタッフ
- 原作 - 藤子・F・不二雄
- 監督 - 米谷良知
- 脚本 - 寺田憲史
- 演出 - 錦織博
- 作画監督 - 高倉佳彦
- 美術監督 - 鈴木朗
- 撮影監督 - 熊谷正弘
- 録音監督 - 大熊昭
- 音楽 - 宮崎慎二、浜口史郎
- 編集 - 岡安肇
- 動画チェック - 原佳寿美
- 特殊効果 - 土井通明
- 色彩設計 - 照屋美和子
- 原画 - 佐々木正勝、林静香、原勝徳、西村博之、吉田詔治、古山匠、大久保修、島津郁雄、大黒育
- 動画 - 角田恵子、渡辺信司、石野清人、小林稔和
- 彩色 - スタジオキリー、ベガエンタテイメント、ライトフット
- アニメーション協力 - ベガエンタテイメント
- 背景 - スタジオユニ
- 撮影 - 東京アニメーションフィルム
- エリ合成 - 旭プロダクション
- 編集 - 小島俊彦、中葉由美子、村井秀明、川崎晃洋、三宅圭貴
- 効果 - 松田昭彦（フィズサウンドクリエイション）
- 録音スタジオ - APUスタジオ
- 整音 - 内山敬章
- 整音アシスタント - 山本寿
- 音響制作 - オーディオプランニングユー
- 制作デスク - 小澤恵
- 音楽協力 - 齋藤裕二
- 技術協力 - 森幹生
- タイトル - 道川昭
- 現像 - 東京現像所
- 制作デスク - 小倉久美
- 制作進行 - 志村宏明
- プロデューサー - 増子相二郎、木村純一、梶淳
- 制作協力 - 藤子プロ、ASATSU
- 制作 - シンエイ動画、小学館、テレビ朝日

## 主題歌
- 「友達だから'97」

作詞 - 武田鉄矢、作曲 - 山木康世、編曲 - 相良まさえ、歌 - 山野さと子&森の木児童合唱団
『ドラえもん のび太と竜の騎士』の主題歌のカバー。

## 受賞歴
- 第15回ゴールデングロス賞優秀銀賞[1]。